# Duo Detour
Duo Detour ist eine französisch-/US-amerikanische Americana-Gruppe, die 1980 in Marburg gegründet wurde. Sie besteht aus Natalie Shelar, 1950 in Chicago, Illinois, geborene Sängerin, sowie dem 1954 in Le Havre, Frankreich, geborenen Sänger und Gitarristen mit italienischen Wurzeln, Jeanmarie Peschiutta. Seit 1992 sind sie miteinander verheiratet und leben in der Nähe von Lyon, Frankreich.

## Bandgeschichte
1964 zog Shelar mit ihren Eltern nach Tucson, Arizona. Nach Abschluss ihres Kunststudiums ging sie Anfang der 1970er Jahre auf Reisen durch Europa und lernte Peschiutta in Marburg kennen, wo sie zu dieser Zeit an der dortigen Blindenstudienanstalt Kunst unterrichtete und in der Country-Rockband Winchester 75 spielte. Ausgestattet mit den gleichen musikalischen Vorlieben gründeten sie dort 1980 die Band Detour (die später in Duo Detour umbenannt wurde) und begannen, mit ausgedehnten Reisen und Tourneen durch Europa und die USA die hierzulande bis dato eher wenig populären Stilrichtungen bekannter zu machen. Seit 1985 konzentrierte sich Peschiutta neben der Bandarbeit auch zunehmend auf die Tätigkeit als Studiomusiker. Über die Jahre führte dies zu einer ganzen Reihe von Studio- und Live-Produktionen und engerer Zusammenarbeit mit anderen, teils prominenten Künstlern. Hierzu zählen unter anderem Julian Dawson, Ina Deter, Reinhard Mey, Jo Steinebach, Lydie Auvray, Sanseverino, Le Clou, Vince Gill, Jack Treese, Bill Monroe und Albert Lee.
Das Duo Detour hatte seit der Eröffnung 1992 bis zur COVID-19-bedingten Schließung der Lokation Billy Bob's im Jahr 2020 regelmäßig Auftritte im Disneyland Paris und engagierte sich zwischen 2000 und 2006 in der Jeunesses Musicales International, einer internationalen Organisation zur musikalischen Förderung von Jugendlichen. Neben diesen Aktivitäten wurden auch eine Reihe eigener Projekte realisiert, so die Formationen Turquoise und Freewheelin‘. Auch das eigene Duo erhielt verschiedentlich Zuwachs von weiteren Musikern (u. a. Michael Lohrengel, Manni Holländer), mit denen entsprechende Produktionen umgesetzt wurden, und die die Band zwischenzeitlich zu einer fünfköpfigen Country-Rock-Formation anwachsen ließ.
Duo Detour entwickelte sich über die Jahre zu einem anerkannten Vertreter der Bluegrass-, Roots- und Americana-Musik, produzierte bislang 1 LP und 3 CDs und ist regelmäßiger Gast auf bekannten internationalen Festivals.

## Stil
Stilistisch ist die Formation der Folk-, Country- und Bluegrass-Musik, sowie der Americana und Rootsmusik zuzuordnen. Beide Protagonisten sprechen mehrere Sprachen (Englisch, Deutsch, Französisch und Italienisch), sind Multiinstrumentalisten (Gitarre, Mandoline, Banjo und Bass) und seit über 50 Jahren in Europa und den USA auf der Bühne und im Studio tätig. Während sich Peschiutta in diesem Genre weiterentwickelte und nach wie vor als gefragter Studiomusiker arbeitet, beschäftigt sich Shelar als studierte Bachelor of Fine Arts seit einigen Jahren wieder intensiver mit der Malerei.

## Festival-Teilnahmen
Auszug:
- Country Rendez-vous Festival, Craponne (Frankreich)
- IBMA Bluegrass Live! (International Bluegrass Music Association), Nashville/Tn (USA)
- The Station Inn, Nashville/Tn (USA) mit Vince Gill
- New Morning Festival, Paris (Frankreich)
- Byron Berline's Oklahoma International Bluegrass Festival, Oklahoma (USA)
- Strawberry Bluegrass Festival, Yosemite-Nationalpark, CA (USA)
- Toulouse Bluegrass Festival, (Frankreich)
- Old Time & Bluegrass Convention of Milano, (Italien)
- Mill Mountain Country Festival, Groningen (Niederlande) mit Vince Gill
- Internationales Bühler Bluegrass Festival, (Deutschland)
- Ulster American Folk Park Festival, Omagh (Nordirland)
- Tønder Festival (Dänemark)
- Festspiele Balver Höhle - Jazzfestival, Deutschland
- Marlboro Country & Western Festival, Kassel Deutschland

## Diskografie
Auszug aus Eigen- und Gastproduktionen:

### Alben
- 1980: Detour – Hot Licks And Country Kicks – LP (mit Michael Lohrengel)
- 1991: Detour – Honky Tonkin’ ’Til It Hurts – CD
- 2002: Detour – Jukebox Blown – CD
- 2003: Jeanmarie Peschiutta - Voodoo in the Music - CD (mit Julian Dawson)
- 2004: Turquoise – Something That We Do - CD

### Gastproduktionen
- 1977: Winchester 75 – Looking Back At Marburg County – LP
- 1992: Country Express Folge 1 – CD
- 1993: Country Express Folge 2 – CD
- 1993: Country Express Folge 3 – CD
- 1993: Country Express Folge 4 – CD
- 19xx: Ange Amadéi feat. Detour Band – Harp To Heart – CD
- 1996: Matt Dawson Band – Live - CD
- 1998: Steve Strauss – Powderhouse Road – CD
- 1998: Le Clou – Chocolat – CD-Single
- 1998: Le Clou – Swamp – CD
- 2000: Le Clou – Bayou Moon – CD
- 2001: Le Clou – Mississippi Machine – CD
- 2004: Le Clou – Vérité – CD
- 2005: A Tribute to Elliott Smith - Miss Misery - CD
- 2009: Le Clou – Café Louisiane – CD